# Атаман, Эргин
Эргин Атаман (род. 7 января 1966, Стамбул, Турция) — турецкий баскетбольный тренер.

## Карьера
Атаман на протяжении многих лет возглавлял ведущие турецкие баскетбольные клубы, работал с Италии. Выиграл различные еврокубки.
Также Атаман возглавлял тренерский штаб сборной Турции на чемпионате мира 2014 года и чемпионатах Европы 2015 и 2022 годов.
Летом 2023 года возглавил греческий клуб «Панатинаикос».

## Достижения
- Чемпион Евролиги: 2021, 2022, 2024
- Чемпион Еврокубка: 2016
- Обладатель Кубка Сапорты: 2002
- Обладатель Кубка вызова ФИБА: 2012
- Чемпион Турции: 2009, 2013, 2019, 2021, 2023
- Обладатель Кубка Турции: 2004, 2005, 2009, 2012, 2018, 2022
- Обладатель Суперкубка Турции: 2000, 2004, 2005, 2009, 2018, 2019, 2022